# آشپزی اکوادوری

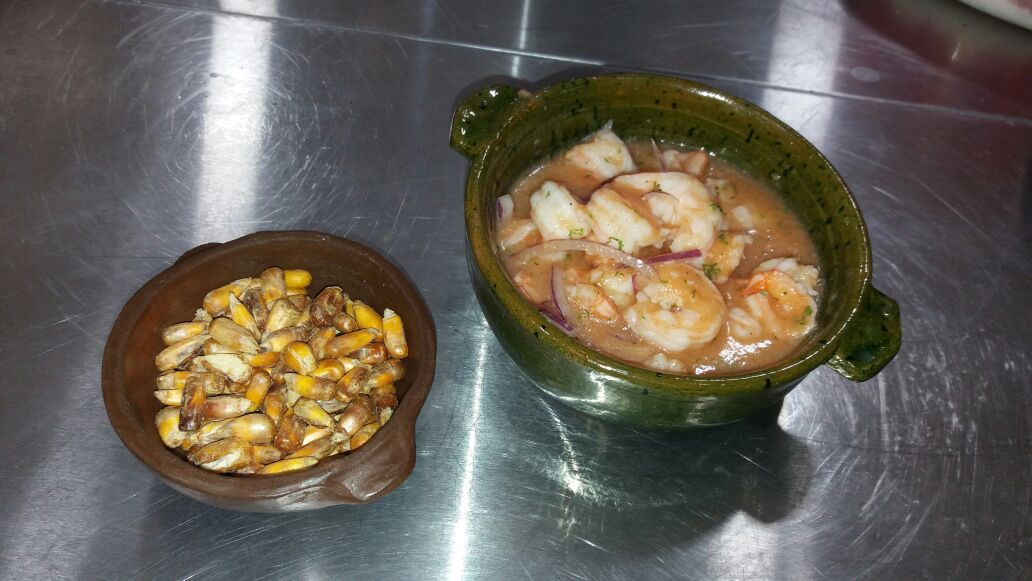
کویچه اکوا دوری تهیه شده از میگو، لیمو، پیاز، گوجه فرنگی و مقداری سبزی.

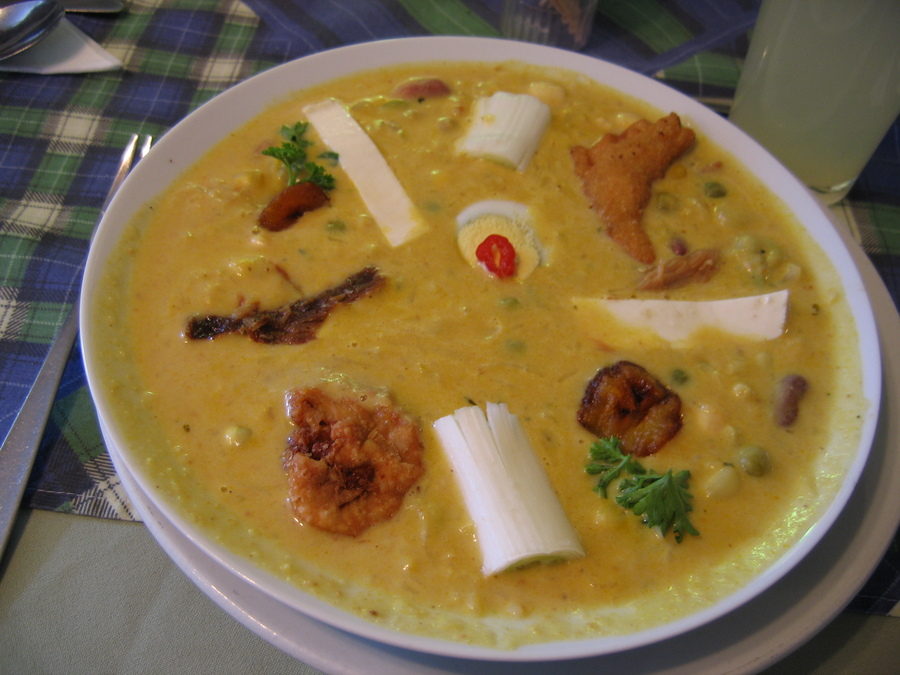
یک کاسه فانسکا در کیتو، اکوادور. سوپ سنتی اکوادور که در عید پاک سرو می‌شود.

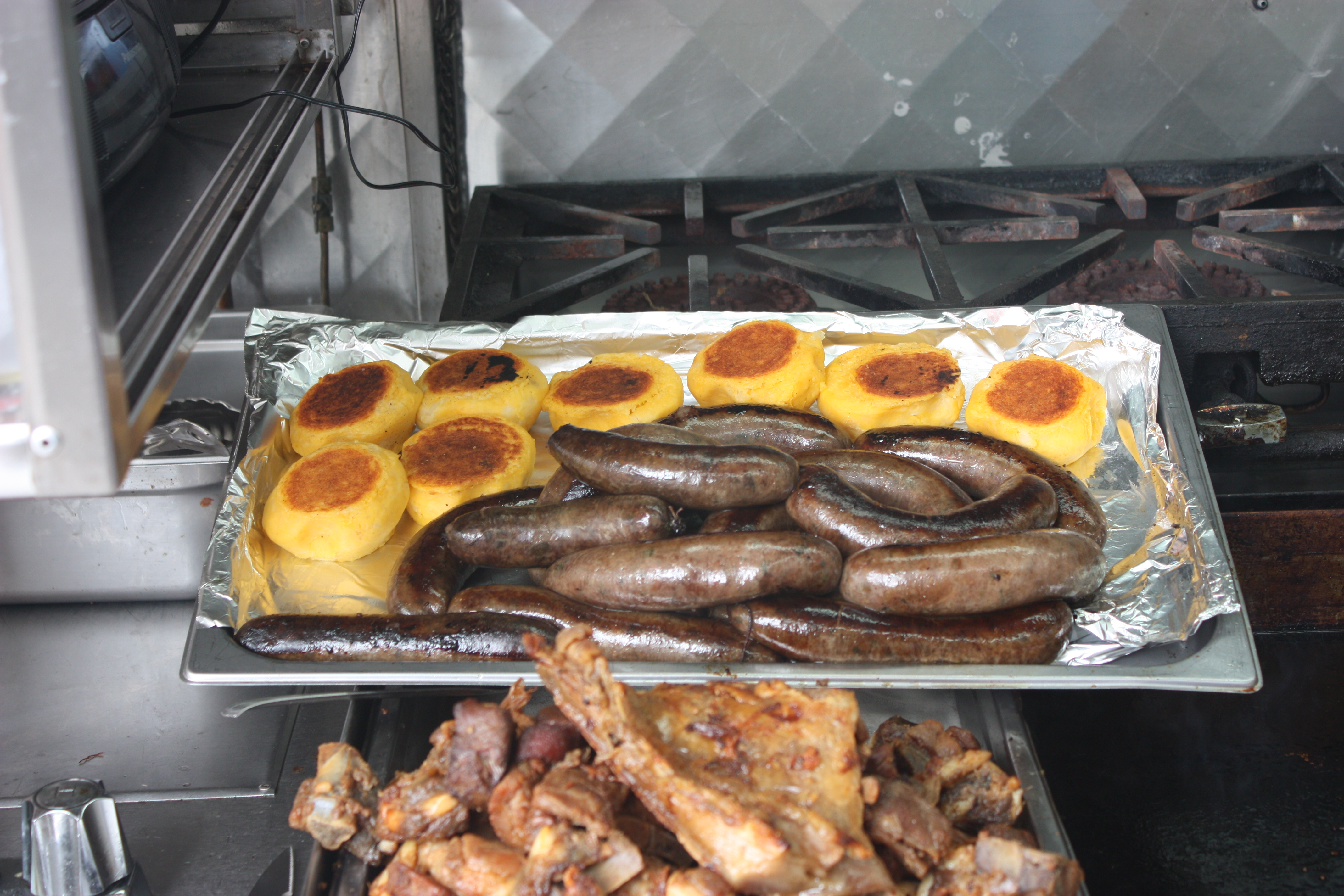
پلاپینگاچوز و چوریزو

آشپزی اکوادوری متنوع است و با ارتفاع و شرایط کشاورزی مرتبط متفاوت است. آشپزی اکوادوری ترکیبی از آشپزی اسپانیایی، آند و آمازونی است و به میزان کمتری برگرفته از آشپزی ایتالیایی، لبنانی، آفریقایی و چینی است. گوشت گاو، مرغ و غذاهای دریایی در مناطق ساحلی محبوب هستند، به ویژه سویچه، و معمولاً با غذاهای غنی از کربوهیدرات مانند برنج همراه با عدس، پاستا یا موز سرو می‌شوند. در مناطق کوهستانی، گوشت خوک، مرغ، گوشت گاو و کوی (خوکچه هندی) محبوب هستند و معمولاً با برنج، ذرت یا سیب‌زمینی سرو می‌شوند. یکی از غذاهای محبوب خیابانی در مناطق کوهستانی هورنادو است که شامل سیب‌زمینی‌هایی است که با خوک کبابی سرو می‌شوند. برخی از نمونه‌های آشپزی اکوادوری به‌طور کلی شامل patacones (برش‌های موز سبز سرخ شده در روغن، له شده و سپس دوباره سرخ شده)، llapingachos (یک توپ سیب‌زمینی سرخ شده در تابه) و سکو د چیو (نوعی خورشت تهیه شده از گوشت بز) هستند. تنوع زیادی از میوه‌های تازه در دسترس است، به ویژه در ارتفاعات پایین، از جمله گراندیلا، میوه گل‌مروارید، نارنجیلا، چندین نوع موز، یوویلا، تاکسو و گوجه‌فرنگی درختی.
غذا در مناطق کوهستانی جنوبی کمی متفاوت است و شامل غذاهای خاص استان لوخا مانند رپه، سوپی که با موز سبز تهیه می‌شود؛ سسینا، گوشت خوک کبابی؛ و miel con quesillo، یا "cuajada"، به عنوان دسر است. در جنگل‌های بارانی، یوکا یک غذای اصلی است که در جاهای دیگر به آن کاساوا گفته می‌شود. این ریشه نشاسته‌ای پوست کنده و سپس آب‌پز، سرخ شده یا در انواع دیگر غذاها استفاده می‌شود. در سراسر کشور، همچنین به عنوان نان پن د یوکا استفاده می‌شود که مشابه نان برزیلی pão de queijo است و معمولاً همراه با انواع مختلف ماست نوشیدنی مصرف می‌شود. میوه‌های زیادی در این منطقه در دسترس است، از جمله موز، درخت انگور و نخل هلو.

## وعده غذایی معمولی
بیشتر مناطق اکوادور از الگوی سنتی وعده غذایی سه‌گانه پیروی می‌کنند که شامل سوپ (sopa) و غذای دوم (segundo) است که شامل برنج یا پاستا و یک منبع پروتئینی مانند گوشت، مرغ، گوشت خوک یا ماهی می‌باشد. سپس دسر و قهوه معمولاً سرو می‌شود. شام معمولاً سبک‌تر است و گاهی فقط شامل قهوه یا agua de remedio (چای گیاهی) با نان است.
اکوادور به خاطر موز و تمام غذاهای تهیه شده از آن‌ها و همچنین مصرف نشاسته‌ای که از محصولاتی مانند سیب‌زمینی، نان، پاستا، برنج و یوا معروف است. به‌طور سنتی هر یک از این مواد می‌توانند در سوپ یا بشقاب برنجی که ممکن است سرو شود، یافت شوند.
در یک مطالعه در سال ۲۰۲۳، مشخص شد که پرمصرف‌ترین غذاهای اکوادوری شامل انسبولادو، سویچه و هورنادو هستند. همچنین، تغییرات کوچکی در میان جمعیت‌ها مشاهده شد، به جز نمایندگی‌ها بین مناطق ساحلی و کوهستانی که همبستگی کمی داشتند، که چندان تعجب‌آور نیست.

## نوشیدنی‌ها
آگواردینده، یک نوشیدنی الکلی مبتنی بر شکر نیشکر، احتمالاً محبوب‌ترین نوشیدنی الکل ملی است. کانلازو نوشیدنی محبوبی است که از آگواردینده تهیه می‌شود.
ماست نوشیدنی، که در طعم‌های مختلف میوه‌ای موجود است، محبوب است و معمولاً با پن د یوکا (یک نان گرد و نرم تهیه شده از آرد کاساوا که داغ خورده می‌شود) مصرف می‌شود. یکی از نوشیدنی‌های غیر الکلی سنتی پینول است که با استفاده از ماچیکا (آرد جو برشته)، پانلا (شکر تصفیه نشده) و ادویه‌ها تهیه می‌شود. نوشیدنی غیر الکلی سنتی دیگری کولادا مورا است که با آرد ذرت سیاه، شیرین شده با پانلا و طعم‌دار شده با میوه‌های تازه، گیاهان و ادویه‌ها تهیه می‌شود.

## تأثیر از کاتولیک
علاوه بر مناطق مختلف، چندین غذای سنتی اکوادوری وجود دارد که در مناسبت‌های خاص مصرف می‌شود. فانسکا، یک سوپ ماهی شامل چندین نوع لوبیا، عدس و ذرت، معمولاً در طول روزهای روزه و عید پاک مصرف می‌شود و به‌طور سنتی در سراسر اکوادور سرو می‌گردد. در هفته قبل از بزرگداشت درگذشتگان یا روز همه ارواح، نوشیدنی میوه‌ای کولادا مرادا معمول است که با t'anta wawa که نان پر شده‌ای به شکل کودکان است، همراه است.

## چیفا
چیفا (از کلمات ماندارین به معنی "خوردن برنج") اصطلاح اکوادوری برای غذاهای اکوادوری-چینی (یا برای یک رستوران تلفیقی اکوادوری-چینی) است. از آنجا که بسیاری از مواد اولیه چینی در اکوادور به سختی پیدا می‌شود، چینی‌ها آشپزی خود را تغییر داده و بسیاری از عناصر اکوادوری (عمدتاً اسپانیایی، بومی و آفریقایی) را به آشپزی خود اضافه کردند و محبوبیت چیفا باعث شده است که پیدا کردن غذاهای چینی اصیل در اکوادور دشوار باشد.

## خاورمیانه
از سال ۱۸۷۵، جریان مداوم مهاجران لبنانی به اکوادور وجود داشته است، که ابتدا از امپراتوری عثمانی فرار کردند و سپس در پی عواقب جنگ جهانی اول و دوم به این کشور آمدند. تا سال ۱۹۸۶، ۹۷٬۵۰۰ مهاجر لبنانی در اکوادور وجود داشت. رستوران‌های شاورما به‌طور فزاینده‌ای محبوب شده‌اند و نمونه‌ای دیگر از آشپزی تلفیقی را ارائه می‌دهند. از آنجا که بسیاری از مواد اولیه در آشپزی خاورمیانه در این کشور پیدا نمی‌شود، مهاجران لبنانی با مواد اولیه بومی جایگزین‌هایی ایجاد کرده‌اند.
یکی از غذاهای محبوب خاورمیانه که با آشپزی اکوادوری هم‌معنا شده، نوشیدنی‌های ماستی است. معروف‌ترین آن‌ها یگورهای پرسا هستند که توسط مهاجران ایرانی در دهه ۱۹۰۰ به اکوادور آورده شده‌اند. این نوشیدنی‌های ماستی معمولاً با پن د یوکا سرو می‌شوند که مشابه با pão de queijo برزیلی است.

## دسر
آلفاژور دسری است که در تقریباً تمام مستعمرات سابق اسپانیا یافت می‌شود. این دسر از نسخه‌های محبوب در اسپانیا در دوران استعمار نشأت گرفته است. با این حال، دستورهای اصلی اسپانیایی تغییر یافته‌اند. دستور پایه شامل مخلوطی از آرد، مارگارین و شکر پودری است که در فر پخته می‌شود. آلفاژورها شامل دو یا چند لایه از این شیرینی پخته شده هستند و معمولاً با دولسه د لچه (یک پرکننده کاراملی، شیرین و خامه‌ای که با شیر و شکر تهیه می‌شود) پر می‌شوند.
تورونز (یا نوقا) یکی دیگر از دسرهای اصلی اسپانیایی است.
آرز کن لچه (پودینگ برنج): دسر دیگری است که اصالتاً از اسپانیا آمده و در انواع مختلفی در سراسر آمریکای لاتین یافت می‌شود. آرز کن لچه یکی از دسرهای رایج در خانه‌ها و رستوران‌های اکوادور امروزی است. این دسر عمدتاً از برنج پخته شده، دارچین/جوز هندی، کشمش و شیر تهیه می‌شود.
هلادوس د پاییلا (بستنی): هلادو د پاییلا یک خوراکی شبیه به شربت است که از ایبارا نشات می‌گیرد. این دسر در طعم‌های مختلفی تهیه می‌شود و با آب‌میوه، یخ، شکر و گاهی میوه‌ها درست می‌شود. تمام مواد به‌طور سنتی به‌صورت دستی در یک قابلمه بزرگ برنزی یا مسی (پاییلا) که روی یخ قرار دارد، هم زده می‌شوند. گفته می‌شود که این دسر یخی در ابتدا با برف از یخچال قله آتشفشان ایمبابورا تهیه می‌شد. ظاهراً، روزالییا سوارز اولین کسی بود که یخ را جمع‌آوری کرد و نسل‌های او هنوز این سنت را زنده نگه‌داشته و یک فروشگاه بستنی در ایبارا اداره می‌کنند.
پانیتون یا پانیتونه: نوعی نان شیرین با میوه‌های خشک است. این دسر توسط مهاجران ایتالیایی که در اواخر دهه ۱۸۰۰ به کشور آمدند، محبوب شد. معمولاً در صبحانه‌های کریسمس با یک فنجان شکلات داغ سرو می‌شود. قبلاً در جعبه‌های بزرگ فقط با پانیتون‌های بزرگ عرضه می‌شد، اما حالا بخش‌های کوچکتره تک نفره هم به فروش می‌رسد. چون کریسمس گرم‌ترین زمان سال است، مردم معمولاً شکلات داغ را با قهوه یا نوشیدنی‌های سرد جایگزین می‌کنند.
فلان: دسر محبوبی است که از کرم کاستارد تهیه می‌شود و لایه‌ای از سس کارامل شفاف دارد.

## نوشیدنی
فیوراوونتی (نوشیدنی گازدار): یک نوشیدنی گازدار با طعم میوه است که برای اولین بار در سال ۱۸۷۸ در اکوادور به فروش رسید. این نوشیدنی به خاطر اینکه یکی از اولین نوشیدنی‌های گازدار به‌طور تجاری فروخته شده است، شناخته می‌شود. در سال ۱۹۹۱، این برند توسط شرکت کوکاکولا خریداری شد.
گویتیک: یک آب معدنی است که به‌طور گسترده‌ای در سراسر کشور مصرف می‌شود و در برخی مواقع جایگزین آب لوله‌کشی به عنوان نوشیدنی محبوب می‌شود.